# Грб Алберте
Грб Алберте је службени грб канадске провинције Алберта, а усвојен је краљевским декретом британског краља Едварда VII 30. маја 1907. године. Основна верзија штита која се налази у централном делу грба такође се налази и на провинцијској застави.
Декретом краљице Елизабете II од 30. јула 1980. грбу су додати челенка, држачи штита и мото. Декретом од 15. јануара 2008. измењен је изглед кациге испод челенке, која је уместо сиве добила златну боју.

## Симболизам
Челенка
Изнад самог грба налази се краљевска кацига златне боје крунисана венцем од црвене и сребрнасто беле траке. На кациги лежи канадски дабар који је национални симбол Канаде, а на самом врху изнад дабра је круна Светог Едварда која је симбол краљевског суверенитета.
Штит
На штиту који се налази у централном делу грба представљена су природна богатства и ресурси Алберте: Стеновите планине, травната прерија и житна поља. У горњем делу грба налази се крст светог Ђорђа који у овом случају означава везу између Алберте и Компаније Хадсоновог залива којаје некада управљала том територијом.
Постамент
Штит и држачи штита стоје на постаменту прекривеном арктичком дивљом ружом (Rosa acicularis) која представља службени цвет Алберте.
Држачи штита
Са леве стране штит придржава златни лав који симболизује моћ а са десне стране је рачворога антилопа која симболише природне ресурсе провинције. Занимљиво је да се на самом грбу нигде не налази амерички муфлон који је означен као симбол ове провинције.
Мото
Мото је „FORTIS ET LIBER“ или у преводу „Снажна и слободна“ који је преузет из енглеске верзије канадске химне О Канадо